# Communauté de communes Champagne Boischauts
La communauté de communes Champagne Boischauts est une communauté de communes française, située dans le département de l'Indre, en région Centre-Val de Loire.
Elle est née de la fusion de la communauté de communes du canton de Vatan (CCCV) et de la communauté de communes de Champagne berrichonne (CCCB).

## Historique
- 1er janvier 2017[2] : création de la communauté de communes à la suite de la fusion de la communauté de communes du canton de Vatan et de la communauté de communes de Champagne berrichonne.

## Territoire communautaire

### Géographie
La communauté de communes se trouve dans le nord et l'est du département et dispose d'une superficie de 710,70 km2.
Elle s'étend sur 30,, communes, dont 14 dans le canton de Levroux, 8 dans le canton de La Châtre, 4 dans le canton de Levroux, dans le canton d'Ardentes et dans le canton d'Issoudun.

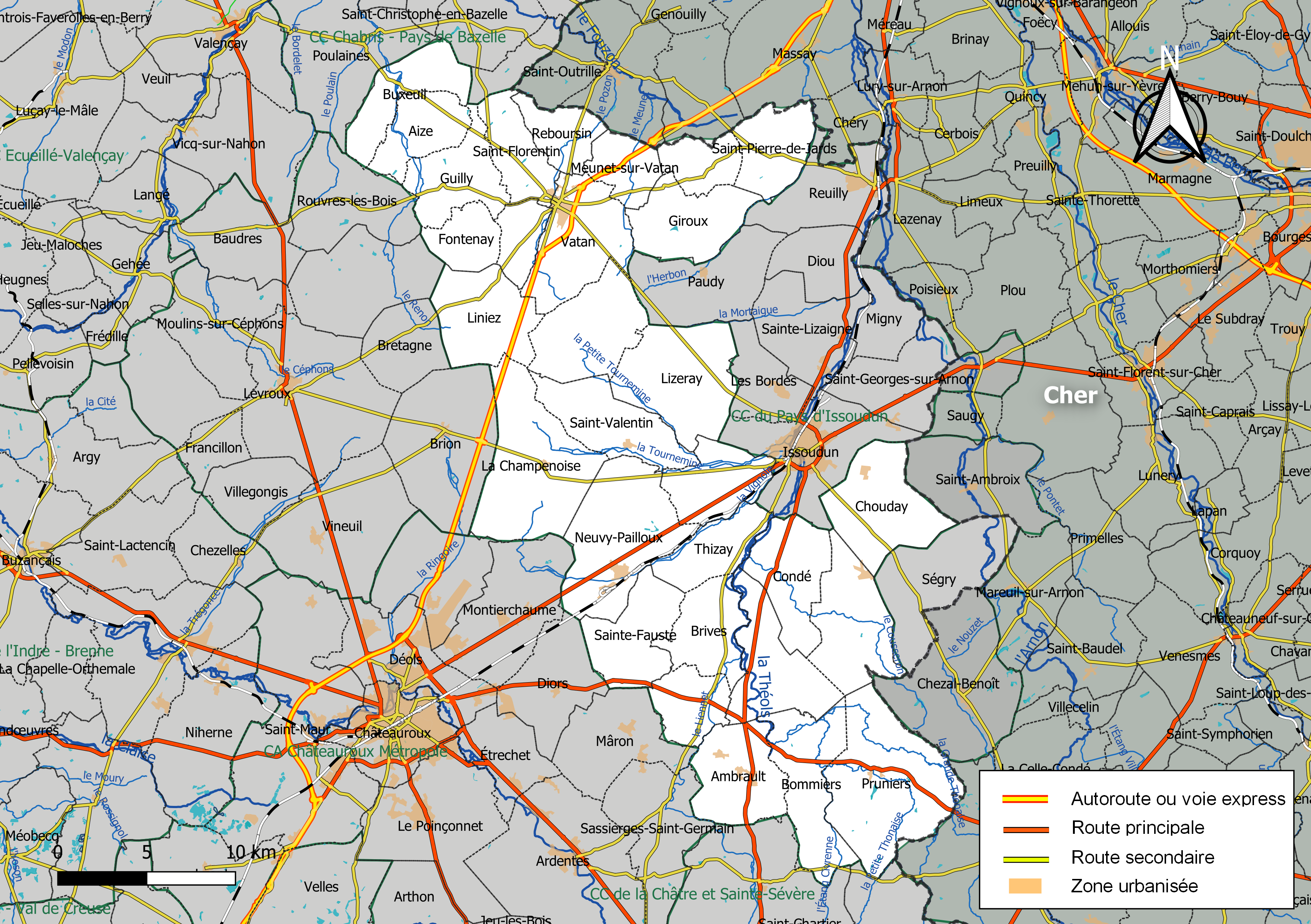
Carte de la communauté de communes Champagne Boischauts au 1er janvier 2019.

### Composition

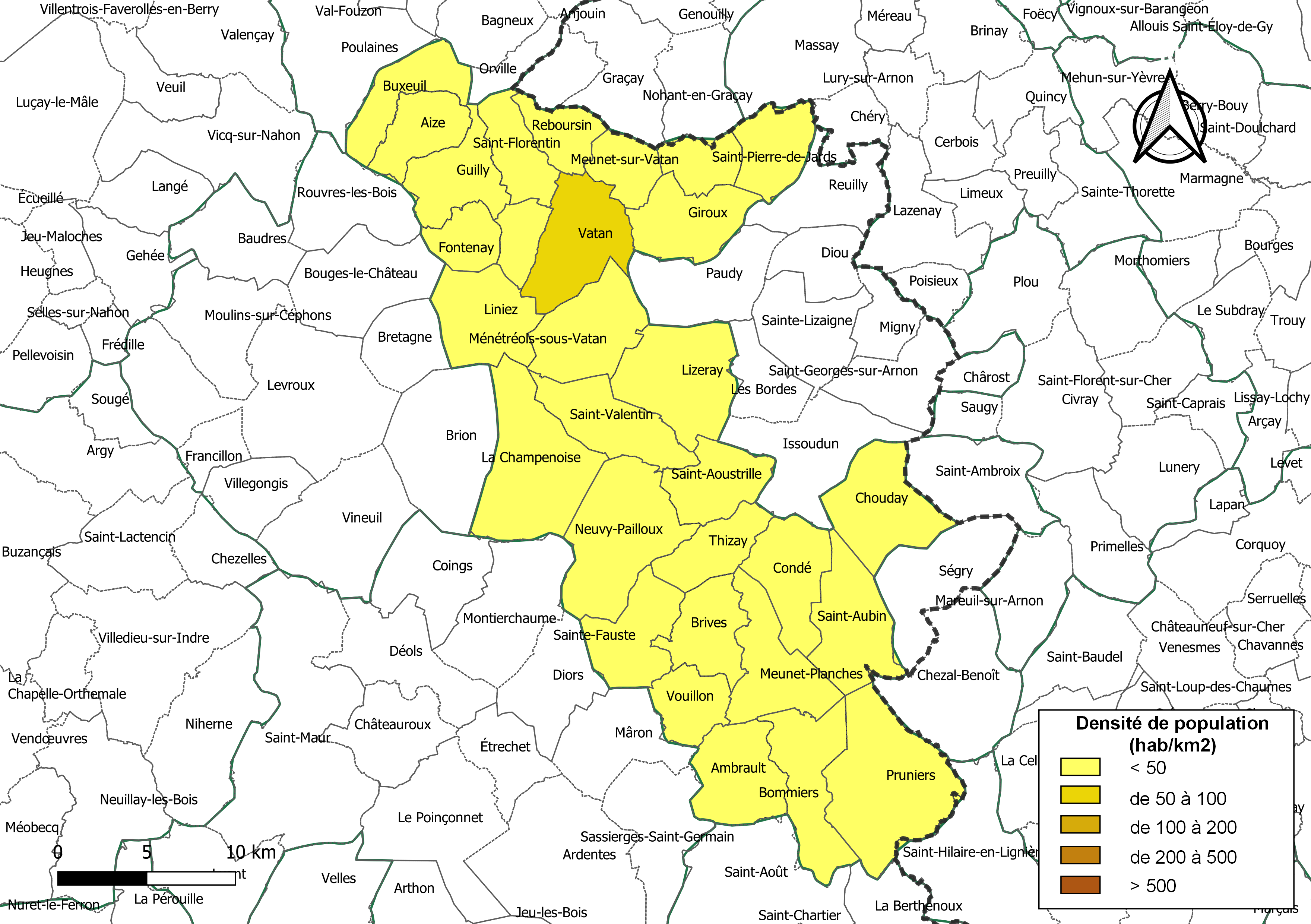
Carte des densités de population (millésimée 2016) des communes de la communauté de communes Champagne Boischauts. Composition en communes au 1er janvier 2019.

La communauté de communes est composée des 30 communes suivantes :

| Nom                       | Code Insee | Gentilé           | Superficie (km2) | Population (dernière pop. légale) | Densité (hab./km2) |
| ------------------------- | ---------- | ----------------- | ---------------- | --------------------------------- | ------------------ |
| Vatan (siège)             | 36230      | Vatanais          | 29,8             | 1 959 (2022)                      | 66                 |
| Aize                      | 36002      | Azéliens          | 17,07            | 116 (2022)                        | 6,8                |
| Ambrault                  | 36003      |                   | 25,59            | 887 (2022)                        | 35                 |
| Bommiers                  | 36019      | Bometzois         | 28,38            | 320 (2022)                        | 11                 |
| Brives                    | 36027      |                   | 19,61            | 239 (2022)                        | 12                 |
| Buxeuil                   | 36029      | Buxeuillois       | 19,75            | 221 (2022)                        | 11                 |
| La Champenoise            | 36037      | Champenois        | 44,34            | 305 (2022)                        | 6,9                |
| La Chapelle-Saint-Laurian | 36041      | Chappelais        | 9,82             | 136 (2022)                        | 14                 |
| Chouday                   | 36052      |                   | 30               | 145 (2022)                        | 4,8                |
| Condé                     | 36059      | Condéens          | 23,82            | 227 (2022)                        | 9,5                |
| Fontenay                  | 36075      | Fontenois         | 12,33            | 77 (2022)                         | 6,2                |
| Giroux                    | 36083      | Giraldiens        | 23,48            | 121 (2022)                        | 5,2                |
| Guilly                    | 36085      | Guillylois        | 20,64            | 239 (2022)                        | 12                 |
| Liniez                    | 36097      | Linéais           | 26,94            | 324 (2022)                        | 12                 |
| Lizeray                   | 36098      | Lizerains         | 35,41            | 83 (2022)                         | 2,3                |
| Luçay-le-Libre            | 36102      | Lucéens           | 11,85            | 105 (2022)                        | 8,9                |
| Ménétréols-sous-Vatan     | 36116      | Ménétréolois      | 27,83            | 117 (2022)                        | 4,2                |
| Meunet-Planches           | 36121      |                   | 26,73            | 168 (2022)                        | 6,3                |
| Meunet-sur-Vatan          | 36122      | Merinois          | 12,47            | 196 (2022)                        | 16                 |
| Neuvy-Pailloux            | 36140      | Néopalludéens     | 41,81            | 1 161 (2022)                      | 28                 |
| Pruniers                  | 36169      |                   | 49               | 497 (2022)                        | 10                 |
| Reboursin                 | 36170      | Reboursinois      | 12,72            | 104 (2022)                        | 8,2                |
| Saint-Aoustrille          | 36179      | Austrégésiliens   | 19,47            | 211 (2022)                        | 11                 |
| Saint-Aubin               | 36181      | Saint-Aubinois    | 28,32            | 151 (2022)                        | 5,3                |
| Saint-Florentin           | 36191      | Florentinois      | 15,95            | 508 (2022)                        | 32                 |
| Saint-Pierre-de-Jards     | 36205      | Jardopépruciens   | 18,01            | 98 (2022)                         | 5,4                |
| Saint-Valentin            | 36209      | Saint-Valentinois | 24,9             | 263 (2022)                        | 11                 |
| Sainte-Fauste             | 36190      | Faustéens         | 23,07            | 260 (2022)                        | 11                 |
| Thizay                    | 36222      |                   | 16,65            | 229 (2022)                        | 14                 |
| Vouillon                  | 36248      | Vouillonnais      | 14,98            | 224 (2022)                        | 15                 |

### Démographie
| 2014   | 2017  | - | - |
| ------ | ----- | - | - |
| 10 199 | 9 932 | - | - |

## Administration

### Siège
Le siège de la communauté de communes est à Vatan, 24 rue de la République,.

### Les élus
La communauté de communes est gérée par un conseil communautaire composé de 105 membres représentant chacune des communes membres et élus pour une durée de six ans.
Ils sont répartis comme suit :
| Nombre de délégués | Communes                                                                                              |
| ------------------ | --- |
| 1                  | Giroux, Lizeray, Luçay-le-Libre, Ménétréols-sous-Vatan, Reboursin, Saint-Aubin, Saint-Pierre-de-Jards |
| 2                  | Chouday, Thizay, Vouillon                                                                             |
| 3                  | Brives, La Champenoise, Condé, Meunet-Planches, Pruniers                                              |
| 4                  | Aize                                                                                                  |
| 5                  | Ambrault, Bommiers, Buxeuil, Fontenay, Guilly, Liniez, Saint-Valentin, Sainte-Fauste                  |
| 6                  | Saint-Florentin                                                                                       |
| 7                  | Meunet-sur-Vatan                                                                                      |
| 9                  | Neuvy-Pailloux                                                                                        |
| 11                 | Vatan                                                                                                 |

### Présidence
Le conseil communautaire du 17 janvier 2017 a élu son président, Pierre Rousseau et désigné ses onze vice-présidents qui sont :
1. Clarisse Pépion (commission économique) ;
2. Serge Bouquin (commission fiscalité et finance) ;
3. Michel Chevallet (commission tourisme et culture) ;
4. Yves Prévot (commission aménagement de l'espace) ;
5. Magalie Boursier (commission enfance) ;
6. Jacques Fonbaustier (commission petite enfance) ;
7. Guy Nugier (commission voirie) ;
8. Olivier Pierrel (commission bâtiment) ;
9. Jean-Marc Brunaud (commission communication) ;
10. Bernard Allouis (commission habitat) ;
11. Daniel Thenot (commission action sociale).

Ils forment ensemble l'exécutif de l'intercommunalité pour le mandat 2017-2020.
| Période          | Période  | Identité        | Étiquette | Qualité                        |
| ---------------- | -------- | --------------- | --------- | ------------------------------ |
| 1er janvier 2017 | En cours | Pierre Rousseau | DVD       | Maire de Saint-Valentin (2014) |

### Compétences
L'intercommunalité exerce les compétences, qui lui ont été transférées par les communes membres, dans les conditions fixées par le code général des collectivités territoriales, comme :
- la collecte des déchets des ménages et déchets assimilés ;
- le traitement des déchets des ménages et déchets assimilés ;
- la création, suppression, extension, translation des cimetières et sites funéraires ;
- la construction, aménagement, entretien, gestion d'équipements ou d'établissements sportifs ;
- les établissements scolaires ;
- les activités péri-scolaires ;
- les actions de soutien à l'enseignement supérieur ;
- les activités sportives ;
- le schéma de cohérence territoriale (SCOT) ;
- le schéma de secteur ;
- les plans locaux d’urbanisme ;
- la création et réalisation de zone d’aménagement concertée (ZAC) ;
- la constitution de réserves foncières ;
- l'organisation des transports urbains ;
- l'organisation des transports non urbains ;
- la prise en considération d’un programme d’aménagement d’ensemble et détermination des secteurs d’aménagement au sens du code de l’urbanisme ;
- la délivrance des autorisations d'occupation du sol (Permis de construire...) ;
- la politique du logement non social ;
- la politique du logement étudiant ;
- l'amélioration du parc immobilier bâti d'intérêt communautaire ;
- la préparation et réalisation des enquêtes de recensement de la population ;
- le NTIC (Internet, câble…) ;
- les archives.

### Régime fiscal et budget
La communauté de communes est un établissement public de coopération intercommunale (EPCI) à fiscalité propre. Elle est sous le régime de la fiscalité professionnelle unique.
L'établissement perçoit la dotation globale de fonctionnement (DGF). En revanche elle ne perçoit pas la dotation de solidarité communautaire  (DSC), la redevance d'enlèvement des ordures ménagères (REOM) et la taxe d'enlèvement des ordures ménagères (TEOM).
|                        | 2017        | 2018        |
| Budgets fonctionnement | 4 869 132 € | 5 509 309 € |
| Budgets investissement | 2 895 827 € | 1 508 073 € |
| Budgets total          | 7 764 959 € | 7 017 382 € |

### Identité visuelle
Logos successifs de la communauté de communes.

Le logo depuis 2017.